# Protektor (film 2012)
Protektor (tytuł oryg. Safe) – amerykański sensacyjny film akcji z 2012 roku w reżyserii Boaz Yakina na podstawie jego własnego scenariusza.

## Opis fabuły
Luke Wright (Jason Statham) jeszcze niedawno był najbardziej nieprzejednanym nowojorskim gliną. Dziś załamany, skompromitowany i bez pracy włóczy się po ulicach planując samobójstwo. Pewnego dnia los stawia na jego drodze przerażoną dziewczynkę ściganą przez chińską Triadę i rosyjską mafię. Wright staje w jej obronie, co natychmiast czyni go najbardziej poszukiwanym facetem w mieście. Dziewczynka zna śmiertelnie niebezpieczną tajemnicę wartą miliony dolarów. Wielu ludzi zrobi wszystko, by jej nie ujawniła. Między Wrightem, a dziewczynką rodzi się szczególna relacja – poza sobą nawzajem nie mogą nikomu ufać.

## Obsada
- Jason Statham jako Luke Wright
- Catherine Chan jako Mei
- Robert John Burke jako Kapitan Wolf
- James Hong jako Han Jiao
- Anson Mount jako Alex Rosen
- Chris Sarandon jako Major Tremello
- Sándor Técsy jako Emile Docheski
- Joseph Sikora jako Vassily Docheski
- Igor Jijikine jako Chemyakin
- Reggie Lee jako Quan Chang